# Денисенко Марина Геннадіївна
Денисенко Марина Геннадіївна (Сапмаз, у турецьких джерелах — Maryna Sapmaz або Maryana Sapmaz (Denysenko), 29 січня 1962 року, Львів — 15 липня 2022 року, Канів) — українська композиторка, поетеса, музикознавець. Член Національної спілки композиторів України, кандидат мистецтвознавства, доцент. Автор численних музичних творів та наукових робіт.

## Біографія
Народилася у місті Львові 29 січня 1962 року. Батько — відомий український композитор, Народний артист України, заслужений діяч мистецтв України Геннадій Ляшенко.
У 1980 році закінчила Київське державне вище музичне училище імені Р. М. Глієра по класу фортепіано (клас О. М. Вериківської).
У 1985 році закінчила Київську консерваторію імені Петра Чайковського по класу композиції (клас А. Я. Штогаренка). Проходила асистентуру-стажування у М. М. Скорика у 1990 році. У 2004 році закінчила аспірантуру у І. А. Котляревського.
У 1990—2012 роках — викладач кафедри композиції та інструментування Національної музичної академії України імені Петра Чайковського, доцент. У 2002—2004 роках викладала композицію у Київській академії мистецтв.
З 1987 року — член Національної спілки композиторів України, з 2006 року — Національної спілки театральних діячів. 2006 — кандидат мистецтвознавства (дисертація на тему «Темброва модальність у композиції (на прикладах інструментальних творів українських композиторів останньої чверті XX ст.)»).
Лауреат міжнародного конкурсу духових інструментів «Сурми» (1998, Рівне) у номінації «композиція».
Педагогічна діяльність відзначена грамотами НМАУ (2008), Golden Key International Music Festival [Архівовано 20 лютого 2020 у Wayback Machine.] (2012, Нью-Йорк, 2012), Çocuklarla Pıyano Şenliği (2014, Анталія).
Одружена, має двох дітей. З 2012 року живе у місті Анталія (Туреччина).
15 липня 2022 року Марина Денисенко померла від інсульту.

## Музична творчість
Автор численних симфонічних, камерних, вокальних та хорових творів, оркестрових перекладень, музики до театральних вистав і кінофільмів. Брала участь у фестивалях сучасної музики (Київ, Санкт-Петербург, Іваново), має нотні видання за кордоном (Франція, Бельгія).
Симфонічні твори:
- Симфонієта (1987)
- Симфонія-поема «Пісня про Україну» (1989)
- Три симфонічні етюди (1990—1995)
- Концерт для струнних та чембало (1991)
- «Панегірик—1» (2000)
- «Reflexus»  для оркестру та фаготу (2001)
- «Букле» для клавесину та оркестру (2004)
- «Messa imperfectum» для симфонічного оркестру (2005);

Камерні твори для ансамблів різних складів:
- «Колискові пісні» (1986)
- «Найдовша сутра» (1992)
- «Adieux» (1993)
- «Flauti Marini» для тріо флейт (1993)
- «Серенада» для струнних (1993)
- «Frog Autumn» (1994)
- «Opening the cage» для камерного ансамблю (1994)
- «Два різдвяних канони» (1994)
- «Серпень-серп» (1997)
- «Середина шляху», «Зима та Весна» для бандури та гітари (1998—1999)
- Твори для духового квінтету: «Без сонця» (2000), «Pentavox» (2001), «Пейзажі» (2007)
- «Мине рік» для гітари та маримби (2002)
- «Вікна» для клавесину та фаготу (2002—2003)
- «Hora l'Italiano» для струнного квартету (2003, версія для струнного квінтету та фаготу — 2003, версія для флейти, фаготу та фортепіано — 2005)
- «Музика до вистави» для фаготу та струнних (2006)
- «Колір піску» для кларнету та фортепіано
- «У хмарах» для гобою та фортепіано

Хорові та вокальні твори:
- «Три фрагменти зі старовинної сюїти» для камерного ансамблю на слова Жоашена дю Белле (1993—2003, версія для кларнету, фаготу, фортепіано та контра-тенору). Твір написано за пропозицією Василя Сліпака. Він же став його першим виконавцем.
- Ораторія «До поетів» на слова англійських та американських поетів (1996)
- Хорові твори на слова українських поетів Г. Сковороди, М. Йогансена, С. Майданської, В. Неборака, І. Мамушева та інших (1991—1994)
- «Панегірик—2» для голосу та фаготу на вірші І. Величковського (2006)
- «Шляхи» на слова Г. Фальковича (2006)

Музика до вистав:
- «Воскресіння з мертвих» за п'єсою Г. Кониського (2002, Національний академічний драматичний театр імені Івана Франка, мала сцена, режисер — А. Приходько) — номінант «Київської пекторалі»—2002 за краще музичне оформлення
- «Життя — це сон» за п'єсою П. Кальдерона де ла Барка (2004, Києво-Могилянська академія, Національний академічний драматичний театр імені Івана Франка, режисер — А. Приходько) — номінант «Київської пекторалі»—2004 за краще музичне оформлення
- «Ужасная измена» за п'єсою аноніма XVI сторіччя, (2006, Києво-Могилянська академія, режисер — А. Приходько)
- «Легенда про Фауста» за п'єсами К. Марло та В. Гейсельбрехта (2008, Національний академічний драматичний театр імені Івана Франка, режисер — А. Приходько)
- «Брехт, якого не знають» (2008, театр-майстерня «Сузір'я», режисер — Л. Паріс)[3]
- «Світить місяць для знедолених» за п'єсою  Ш. О'Коннор, (2010, режисер — А. Приходько)
- «Дезертир» за п'єсою А. Бойта (2017, Театрально-мистецький центр ім. Л. Курбаса, режисери — Ю. Яценко та Л. Паріс)[4]

## Науковий і літературний доробок
Автор статей у наукових збірках та енциклопедіях, має низку публікацій, присвячених музичному та театральному мистецтву.
Досліджувала чинник тембру та темброву логіку у творчості різних композиторів. Вивчала питання тембрової модальності, якій присвятила свою кандидатську дисертацію.
Дослідник творчості Геннадія Ляшенка («Закономірності тембрової логіки у квінтеті для духових „Технема“ Г. Ляшенка: виконавський аспект», 2005; «Традиції європейської культури у камерній творчості Геннадія Ляшенка (за матеріалами ювілейного концерту)», 2009, «Авторські „знаки“ в інструментальній творчості Г. І. Ляшенка (на прикладі Концерту для арфи та струнних)», 2018), Левка Колодуба («Про деякі особливості оркестрового стилю Л. М. Колодуба», «Творча постать Л. Колодуба в контексті української музики на межі століть: з нагоди 75-річчя Л. М. Колодуба», 2005). Юрія Іщенка («Особистість Ю. Іщенка в контексті музичної культури України», «Про природу тембро-інтонаційності у Ю. Іщенка»).
Друкувалася у літературних альманахах, має збірку поезій «Мандрівка» (2015).
Кантата «Імена, імена, імена…» Геннадія Ляшенка написана на вірші Марини Денисенко.